# ISO 3533

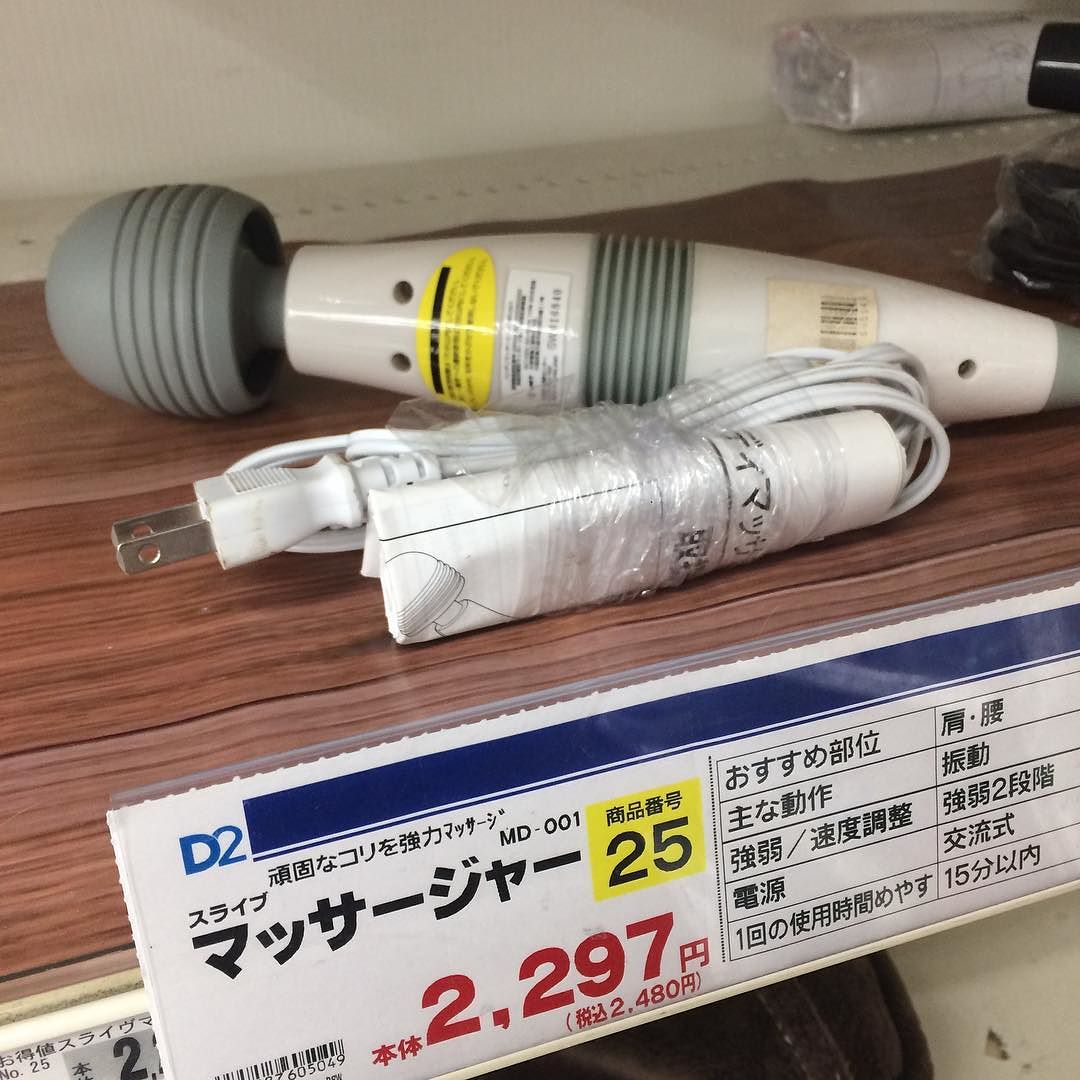
除了ISO 3533，電動成人玩具還需要符合家用電器的IEC 60335標準。

ISO 3533標準定義了性玩具的安全要求。

## 歷史
該項標準源自於瑞典急診醫學臨床上，因為設計不良的性玩具導致直腸異物的病例有所增加，瑞典標準化組織瑞典標準研究所便試圖設計一套性玩具品質標準。瑞典的標準隨後被美國國家標準協會採納，而該協會也因此向性玩具行業徵詢意見，這些討論促成了ISO 3533在2021年發布，即ISO 3533:2021。

## 規範（非完整列表）
對製造商的要求包括：
- 可能進入肛門或直腸的肛塞、拉珠等用品必須設計成不會卡住的，並且可讓醫療人員輕易取出。
- 貞操帶、陰莖環、手銬等性玩具必須能在緊急情況下、或鑰匙遺失、損毀的情況下，可使用鉗子等常見家用工具拆卸。
- 可能進入身體孔道內的玩具不應有可能導致割傷的毛邊或鋒利邊緣。

該規範不適用於輔助性玩具的用品（例如潤滑液）及醫療器材。

## 外部連結
- . iso.org.   [2021-12-30]. （原始内容存档于2021-12-23）.